# 无锡县学旧址
无锡县学旧址，又称无锡学宫（即孔庙），始建于宋代，是无锡县官學所在。1983年11月，获列无锡市人民政府公布的“无锡市文物保护单位”。2006年6月5日，以无锡县学旧址列为江苏省人民政府公布的“第六批省级文物保护单位”。现为无锡碑刻陈列馆。

## 简介
无锡县的官學活动最早开始于北宋嘉佑三年(公元1058年)，宋仁宗统治时期。由当时知县张诜倡议，官學地址位于如今无锡市的学前街，至清代共重修28次。现仅存“戟门”、“明伦堂”、“讲堂”三座建筑，均为同治十三年(1874年)重建。明伦堂前后檐柱大都为明代青石方柱，屏门上方悬挂“明伦堂”匾额一方，落款“新安朱熹”，为中国大陆境内罕见的朱熹手迹。

清代时，无锡县学学宫在农历初二、十五举行祭祀活动。民国时期用作无锡县立乙种工业学校地址。1949年后，学宫建筑曾用作无锡县中、无锡市第八中学。学宫内大成殿毁于文革，1982年学宫得到修缮。现戟门和明伦堂间陈列一系列古碑刻，记有宋至清碑刻24方。内容有圣旨、学规等各种记录。

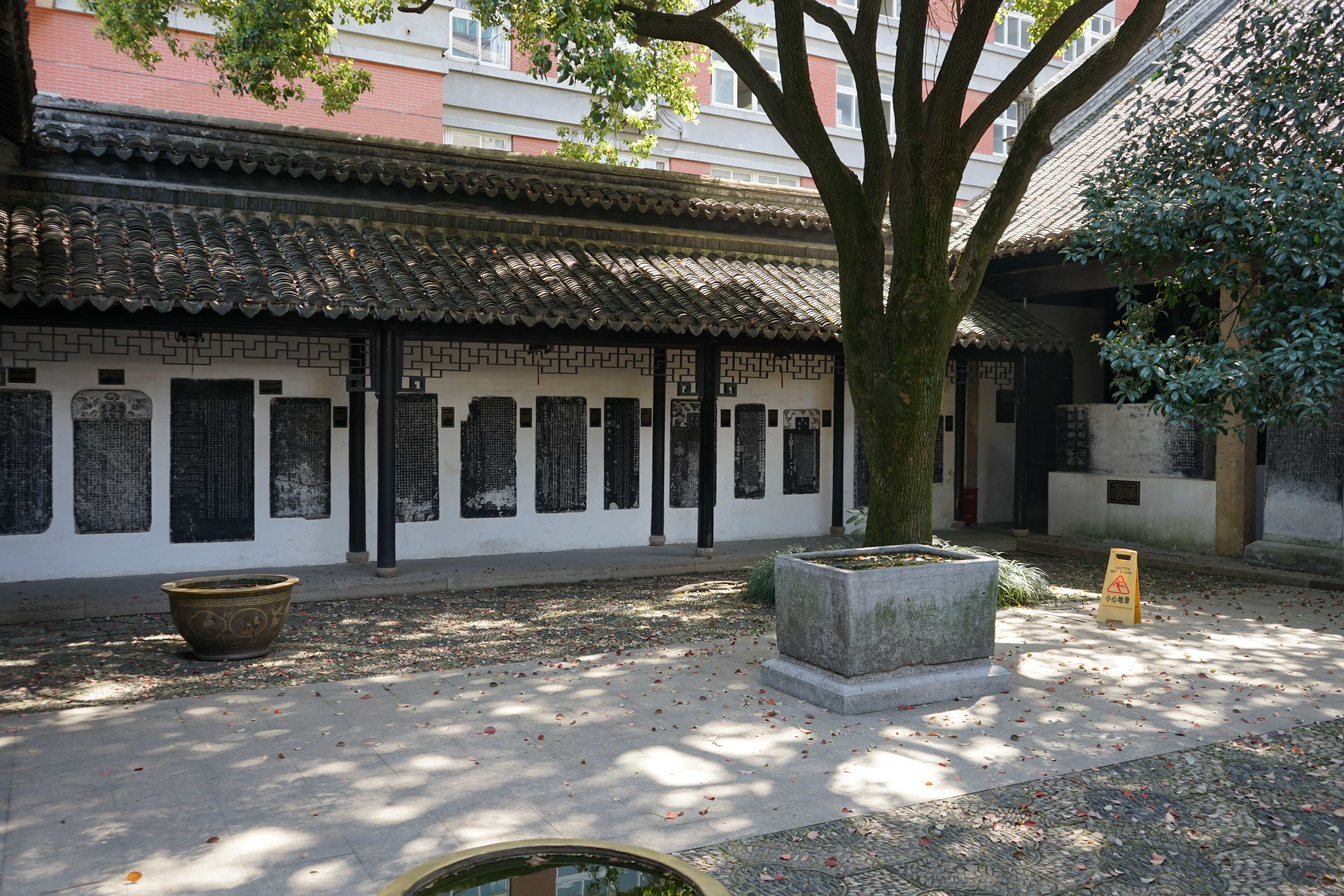
无锡县学古碑刻

## 沿革

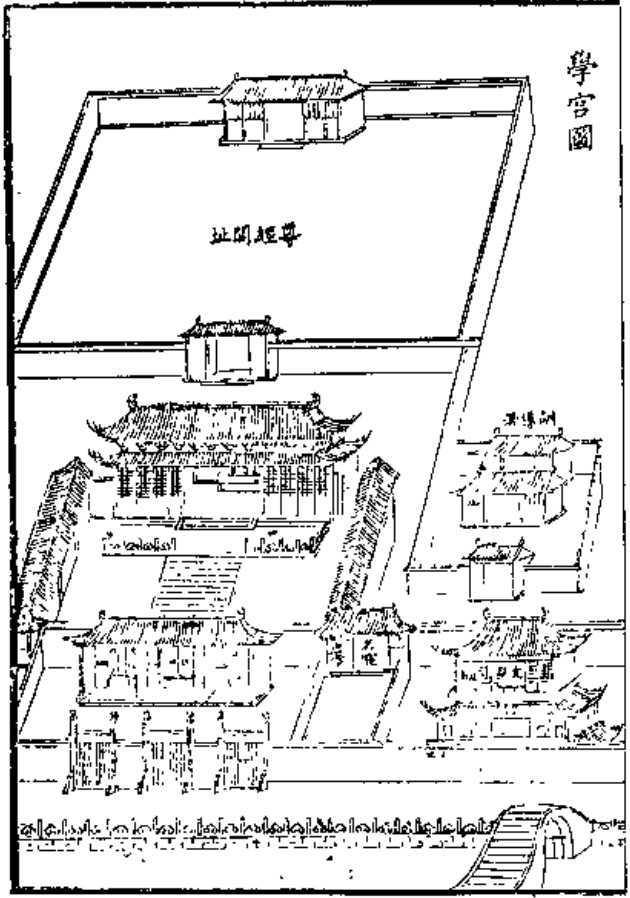
清代无锡县学全貌
（光绪七年版《无锡金匮县志》）

- 北宋庆历四年(1044年)，无锡奉诏建县学。
- 北宋嘉祐三年(1058年)，无锡知县张诜始建县学，兼管县学学务。[8]
- 元初科举废，无锡县学停办。[9]
- 元至正二年(1342年)修建后，不久即毁于火。
- 元末毁于兵。[10]
- 明洪武十一年(1378年)重建。[11]
- 清雍正四年(1726年)改称无锡金匮县学。
- 清嘉庆二十二年(1817年)，由乡绅安汝谐出资修葺。[12]
- 太平天国时期被毁。
- 清同治十三年(1874年)重建。[13]
- 民国后改为无锡县立中学，曾为先后做为无锡市第三初级中学、无锡市第八中学、无锡市中山高级中学的校址。[4]
- 民国五年(1916年)无锡县立乙种实业学校建立，并在学宫内办学。[14][15]
- 民国十年(1921年)在无锡学宫旧址创办国学专修馆。[16]
- 1982年，无锡市文物管理委员会负责重修，学宫旧址内完整保存了宋、元、明、清古碑刻 22 块。碑文内容大体分为圣旨、部颁学规、进士题名、教授题名、乡先贤祠记、学宫修建、学田记等7类。
- 1990年，无锡市人民政府将“明伦堂”和“讲堂”辟建为无锡碑刻陈列馆。[3]